# 闵俊麟
闵俊麟（1994年1月19日—），原名闵泉鑫，中国足球运动员，司职前锋，现效力于中国足球超级联赛球队广州富力。

## 俱乐部生涯
2014年7月，闵俊麟转会加盟中国足球超级联赛球队广州富力。2015年2月10日，他在2015年亚足联冠军联赛第二轮资格赛广州富力主场3比0击败新加坡勇士的比赛中替补姜宁出场，上演职业生涯首秀。